# Xã Boggs, Quận Clearfield, Pennsylvania
Xã Boggs (tiếng Anh: Boggs Township) là một xã thuộc quận Clearfield, tiểu bang Pennsylvania, Hoa Kỳ. Năm 2010, dân số của xã này là 1.751 người.